# Ukirsari (Bojonegara)
Ukirsari is een bestuurslaag in het regentschap Serang van de provincie Banten, Indonesië. Ukirsari telt 2640 inwoners (volkstelling 2010).